# Branchellion
Branchellion — рід п'явок ряду Хоботні п'явки (Rhynchobdellida). Має 4 види.

## Опис
Помірно невеличкі п'явки. Мають передню присоску у формі диску, яка чітко відокремлені від усього тіла. Наділені зовнішніми зябрами. тулуб витягнутий, одного розміру, окрім задньою частини, яка є вужчою. Задня присоска значно менша за передню.

## Спосіб життя
Зустрічаються на глибинах від 7,5 до 100 м, виключно у морській воді. Живляться кров'ю скатів, переважно родини акул-ангелів та хвостоколових, а також акул. Перебувають на шкірі цих скатів. 1-3 такі п'явки здатні спричини смерть господаря.
Запліднені яйця відкладають у кокони, які прикріплюють до водоростей.

## Розповсюдження
Мешкають у північній частині Атлантичного океану, зазвичай уздовж північної Америки до Мексиканської затоки. Також трапляються в Середземному морі.

## Види
- Branchellion borealis
- Branchellion lobata
- Branchellion ravenelii
- Branchellion torpedinis